# Garamli Nani
Garamli Nani fou un petit estat tributari protegit del sud de Kathiawar, a la presidència de Bombai.
Estava format per un únic poble, amb dos tributaris separats. La població el 1881 era de 400 habitants. Els ingressos s'estimaven el 1881 en 150 lliures de les quals 19 eren pagades com a tribut al Gaikwar de Baroda.